# Josep Maria Mauri
Josep Maria Mauri, né le 21 octobre 1941 dans le comarque de Pallars Jussà, est un homme d'État andorran, représentant personnel du coprince épiscopal d'Andorre depuis le 20 juillet 2012 et prêtre catholique espagnol.

## Biographie

### Représentant du coprince
Le 20 juillet 2012, Mauri devient le représentant du coprince épiscopal d'Andorre et en devient l'un des chefs de la micro-nation avec le coprince français Nicolas Sarkozy, le coprince épiscopal Joan-Enric Vives i Sicília, la représentante personnelle du coprince français Sylvie Hubac, le syndic général du Conseil général d'Andorre Vicenç Mateu Zamora et le chef du gouvernement d'Andorre Jaume Bartumeu Cassany.
En tant que représentant du coprince épiscopal, il accueille les différents chefs d'État en visite dans le pays. En avril 2022, il est invité à l'ambassade du Vietnam à Andorre, le Vietnam fêtant les quinze ans de leurs relations diplomatiques ; pour cette cérémonie, il a accueilli dans le palais de l'archevêque de La Seu d'Urgell, en Espagne, l'ambassadeur vietnamien Dinh Toan Thang, en compagnie de la ministre des Affaires étrangères d'Andorre, Maria Ubach Font,.
En 2022, avec le coprince épiscopal, il prend position en faveur de l'Ukraine concernant la guerre russo-ukrainienne,.